# Halobrecta flavipes
Halobrecta flavipes is een keversoort uit de familie van de kortschildkevers (Staphylinidae). De wetenschappelijke naam van de soort is voor het eerst geldig gepubliceerd in 1861 door Carl Gustaf Thomson.